# Super Bowl XVII
A Super Bowl XVII az 1982-es NFL-szezon döntője volt. A mérkőzést a Rose Bowlban játszották 1983. január 30-án. A mérkőzést a Washington Redskins nyerte.

## A döntő résztvevői
A szezonban játékossztrájk miatt csak kilenc mérkőzést játszott mindegyik csapat. A rájátszás lebonyolítását emiatt az előző évekhez képest megváltoztatták. Az alapszakaszból 16 csapat jutott tovább és egyenes kieséses rendszerben zajlott le a rájátszás.
A Miami Dolphins 7–2-es teljesítménnyel zárt az AFC konferenciában, így második kiemeltként jutott a rájátszásba. Az első fordulóban hazai pályán a New England Patriots ellen, a másodikban ismét hazai pályán a San Diego Chargers ellen győzött. A konferencia-döntőben újra otthon a New York Jetset győzte le. A Miami negyedszer jutott el a Super Bowlig, korábban kettőt nyert meg.
A Washington Redskins az alapszakaszból 8–1-es mutatóval került a rájátszásba az NFC első kiemeltjeként. Az első fordulóban hazai környezetben győzte le a Detroit Lionst, a második szintén otthon a Minnesota Vikingsot. A konferencia-döntőben is hazai pályán győzött a második kiemelt Dallas Cowboys ellen győzött. A Washington második alkalommal játszhatott a Super Bowlért. Az elsőt, 1973-ban elvesztette, éppen a Miami ellen.

## A mérkőzés
A mérkőzést 27–21-re a Washington Redskins nyerte, amely története első Super Bowl-győzelmét aratta. A legértékesebb játékos díját a Redskins running backje, John Riggins kapta.
| N | Idő   | Drive | Drive | Drive     | Csapat   | Play leírása                                                                              | Pont     | Pont     |
| N | Idő   | Play  | Yard  | Időtartam | Csapat   | Play leírása                                                                              | Dolphins | Redskins |
| - | ----- | ----- | ----- | --------- | -------- | ----------------------------------------------------------------------------------------- | -------- | -------- |
| 1 | 8:11  | 2     | 80    | 0:55      | Dolphins | Touchdown. Jimmy Cefalo 76 yardos átadás David Woodleytól. Uwe von Schamann jutalomrúgás. | 7        | 0        |
|   |       |       |       |           |          |                                                                                           |          |          |
| 2 | 14:39 | 8     | 32    | 4:16      | Redskins | Mezőnygól. Mark Moseley 31 yardról.                                                       | 7        | 3        |
| 2 | 6:00  | 13    | 50    | 8:39      | Dolphins | Mezőnygól. Uwe von Schamann 20 yardról.                                                   | 10       | 3        |
| 2 | 1:51  | 11    | 80    | 4:09      | Redskins | Touchdown. Alvin Garrett 4 yardos átadás Joe Theismanntól. Mark Moseley jutalomrúgás.     | 10       | 10       |
| 2 | 1:38  | –     | –     | –         | Dolphins | Touchdown. Fulton Walker 98 yardos kezdőrúgás utáni visszahordás.                         | 17       | 10       |
|   |       |       |       |           |          |                                                                                           |          |          |
| 3 | 8:09  | 6     | 61    | 3:08      | Redskins | Mezőnygól. Mark Moseley 20 yardról.                                                       | 17       | 13       |
|   |       |       |       |           |          |                                                                                           |          |          |
| 4 | 10:01 | 4     | 52    | 1:42      | Redskins | Touchdown. John Riggins 43 yardos futás. Mark Moseley jutalomrúgás.                       | 17       | 20       |
| 4 | 1:55  | 12    | 41    | 6:54      | Redskins | Touchdown. Charlie Brown 6 yardos átadás Joe Theismanntól. Mark Moseley jutalomrúgás.     | 17       | 27       |